# Levallois Paris Saint-Cloud
Il Levallois Paris Saint-Cloud è una società pallavolistica femminile francese, con sede a Levallois-Perret: milita nel campionato di Ligue A.

## Storia
L'Union Stade Français Paris Saint-Cloud nasce nel 2003 da una UGS (Union de Groupements Sportifs) tra lo Stade Français e il Saint-Cloud Volley-Ball, partecipando al campionato cadetto francese. Nel 2004 viene promosso in massima serie, debuttando in Pro A, dove milita fino al termine della stagione 2010-11, quando, a seguito del penultimo posto in classifica, la squadra retrocede in Division Excellence: tuttavia già nell'annata successiva guadagna una nuova promozione in massima serie; nel 2009, inoltre, assorbe all'interno della propria struttura societaria il RC de France
Ritornato in Ligue A nella stagione 2012-13, il 1º luglio 2013, a seguito della definitiva fusione tra i due club, cambia denominazione in Saint-Cloud Paris Stade Français. Nella stagione seguente debutta in una competizione europea, prendendo parte alla Coppa CEV. Nel 2023, dopo un'altra fusione, questa volta con il Levallois, cambia nuovamente denominazione in Levallois Paris Saint-Cloud, trasferendo la propria sede di gioco da Parigi a Levallois-Perret. Al termine della stagione 2023-24 conquista il primo scudetto della propria storia.

## Rosa 2023-2024
| N° | Nome               | Ruolo | Data di nascita   | Nazionalità sportiva |
| -- | ------------------ | ----- | ----------------- | -------------------- |
| 1  | Juliette Gelin     | L     | 22 novembre 2001  | Francia              |
| 2  | Karin Palgutová    | S     | 12 febbraio 1993  | Slovacchia           |
| 3  | Rebeka Zyani       | L     | 25 febbraio 2006  | Francia              |
| 4  | Louane Verger      | P     | 29 settembre 2004 | Francia              |
| 5  | Haley Gilfillan    | C     | 1º agosto 1997    | Canada               |
| 6  | Margaux Piqué      | S     | 6 gennaio 2003    | Francia              |
| 7  | Lucile N'Diaye     | L     | 24 giugno 2003    | Francia              |
| 8  | Kaisa Alanko       | P     | 3 gennaio 1993    | Finlandia            |
| 9  | Bianca Cugno       | O     | 22 aprile 2003    | Argentina            |
| 10 | Bouchra Belhadi    | S     | 19 ottobre 2004   | Francia              |
| 11 | Emily Thater       | C     | 1º febbraio 1995  | Stati Uniti          |
| 12 | Naomi Ngolongolo   | C     | 26 dicembre 2002  | Francia              |
| 13 | Émilie Chemama     | S     | 27 agosto 2006    | Francia              |
| 15 | Ljubica Kecman     | S     | 10 dicembre 1993  | Serbia               |
| 16 | Stephanie Enright  | S     | 15 dicembre 1990  | Porto Rico           |
| 17 | Candelaria Herrera | C     | 28 gennaio 1999   | Argentina            |
| 18 | Noémie Secrétant   | S     | 5 marzo 2003      | Francia              |
| 19 | Cyrielle Depié     | O     | 26 maggio 2007    | Francia              |
| 20 | Tahnee Paquet      | S     | 5 settembre 2006  | Francia              |
| 21 | Doriane Chadet     | C     | 17 ottobre 2004   | Francia              |
| 22 | Jenifer Armando    | S     | 9 luglio 2002     | Francia              |
| 23 | Emily Maglio       | C     | 13 novembre 1996  | Canada               |

## Palmarès
- Campionato francese: 1

2023-24

## Denominazioni precedenti
- 2003-2013: Union Stade Français Paris Saint-Cloud
- 2013-2023: Saint-Cloud Paris Stade Français